# Верхувен, Дрис
Дрис Верхувен (нидерл. Dries Verhoeven; род. 26 февраля 1976, Остерхут, Нидерланды) — современный нидерландский художник и режиссёр, мастер инсталляций.

## Творчество
В 2009 году в Ганновере в рамках фестиваля Theaterformen («Театральные формы»), представил новую форму общения со зрителем под названием «Ничья земля».
В 2009 году в рамках международного Зальцбургского фестиваля представил театральную инсталляцию под названием You are here («Ты здесь»).
Вуайеристский арт-проект Wanna Play? (Love in the Time of Grindr), проводившийся в Берлине под эгидой международного центра Hebbel am Ufer, был закрыт из-за нарушения неприкосновенности частной жизни.
В 2014 году на 9-м фестивале «Политика в независимый театр» под девизом «Свобода во Фрайбурге», проходившем с 13 по 23 ноября в помещении Фрайбургского государственного театра и на улицах города, была представлена инсталляция «Это не …», сталкивающая уличных прохожих с различными живыми картинами маргинальных ситуаций, не типичных для экспозиции рекламных тумб. Витрина открывалась на 15-минут с 15:00 до 20:00.
В 2015 году, в период проведения фестиваля Baltic Circle, Финляндия оказалась единственной страной, где власти не позволили провести перформанс художника, представляющий обнаженную пожилую женщину в маске.